# Gunnar Høst Sjøwall
Gunnar Høst Sjøwall (22. ledna 1936 – 9. září 2013) byl norský portrétní fotograf a bývalý tenista.

## Životopis
Sjøwall byl synem fotografa Gunnara Theodora Sjøwalla. V dětském věku projevil talent v tenisové hře a dostal intenzivní výcvik. Sjøwall byl v tenisu velmi aktivní a úspěšný, vyhrál 14 národních šampionátů mezi lety 1955 a 1966. Vystoupil také na několika mezinárodních turnajích. Reprezentoval kluby SK Njård a Stabekk TK.
Sjøwall měl učňovské vzdělání ve fotografii u Edvarda Welindera ve Stockholmu. Vystudoval Institututt pro Färgfoto (Institut pro barevnou fotografii) ve švédském Lundu.
Získal ocenění Portrét roku ve Fotografické ročence 1967, stejně jako i další národní a mezinárodní ceny. Zhotovil řadu portrétních snímků pro norskou královskou rodinu, norský Nobel Institute a další velké organizace. V roce 1968, ve věku 32 let, převzal Sjøwall ateliér svého otce.
Sjøwall přišel o svého otce, fotografa Gunnara Theodora Sjøwalla, v mladém věku. Poté vyrostl se strýcem Per Høstem a spolu se strýcem se zúčastnil několika expedic po celém světě. V mladém věku publikoval fotografie v magazínu National Geographic a v roce 1968 nastoupil na plný úvazek do rodinné společnosti Sjøwall. Zde pracoval jako fotograf až do své smrti v roce 2013. Gunnar Høst Sjøwall fotografoval ve stejném žánru jako jeho otec a portrétoval mimo jiné královskou rodinu, vedoucí podniků a norskou kulturní elitu.
Zemřel 9. září 2013 v 77 letech.